# Odlehčovací služba
Odlehčovací služby (nazývány také jako úlevová péče, respitní péče, z anglického respite care) jsou druhem sociální služby, který poskytuje pomoc lidem dlouhodobě pečujícím o postiženého. Nejčastěji má formu dočasného umístění postiženého do náhradní rodiny, stacionáře či pobytového zařízení, nebo jde o poskytnutí přímé praktické pomoci pečujícím v jejich domácnosti. Cílem služby je umožnit pečující fyzické osobě nezbytný odpočinek.
Služba obsahuje pomoc při zvládání běžných úkonů péče o vlastní osobu, pomoc při osobní hygieně nebo poskytnutí podmínek pro osobní hygienu, poskytnutí stravy nebo pomoc při zajištění stravy, poskytnutí ubytování, zprostředkování kontaktu se společenským prostředím, terapeutické činnosti a pomoc při prosazování práv a zájmů.

## Česká právní úprava
Odlehčovací služba je legislativně zakotvena v zákoně č. 108/2006 Sb., o sociálních službách a prováděcí vyhlášce č. 505/2006 Sb. Zákon  definuje odlehčovací služby jako terénní, ambulantní nebo pobytové služby poskytované osobám, které mají sníženou soběstačnost z důvodu věku, chronického onemocnění nebo zdravotního postižení, o které je jinak pečováno v jejich přirozeném sociálním prostředí; cílem služby je umožnit pečující fyzické osobě nezbytný odpočinek.
V druhém odstavci paragrafu 44 jsou popsány základní činnosti, které odlehčovací služba poskytuje, rozsah těchto úkonů je upřesněn vyhláškou č. 505/2006 v § 10:
- Pomoc při zvládání běžných úkonů péče o vlastní osobu zahrnuje pomoc a podporu při podávání jídla a pití, oblékání a svlékání, pomoc při přesunu na lůžko nebo vozík a pomoc při prostorové orientaci a samostatném pohybu.

- Při osobní hygieně nebo poskytnutí podmínek pro osobní hygienu je zajišťována pomoc při úkonech osobní hygieny, základní péči o vlasy a nehty a pomoc při použití WC.

- Další činností při poskytování odlehčovacích služeb je poskytnutí stravy nebo pomoc při zajištění stravy (pomoc při zajištění stravy nebo při její přípravě). Do úkonů vztahujících se k ubytování, v rámci pobytové formy služby, je zahrnut také úklid, praní a drobné úpravy prádla a ošacení a žehlení.

- V rámci odlehčovacích služeb je také zprostředkováván kontakt se společenským prostředím, což zahrnuje doprovázení (do školy, k lékaři, do zaměstnání, na zájmové aktivity apod.) a pomoc při obnovení či upevnění kontaktu s rodinou a pomoc a podpora při dalších aktivitách, které podporují sociální začleňování osob.

- Sociálně terapeutické činnosti vedou k rozvoji či udržení osobních a sociálních schopností a dovedností, jež podporují sociální začleňování osob.

- Odlehčovacími službami je také poskytována pomoc při uplatňování práv, oprávněných zájmů a při obstarávání osobních záležitostí (pomoc při vyřizování běžných záležitostí a při komunikaci vedoucí k uplatňování práv a zájmů).

- Výchovné, vzdělávací a aktivizační činnosti představují nácvik a upevňování motorických, psychických a sociálních schopností a dovedností a podporu při zajišťování chodu domácnosti.[5]

V prováděcí vyhlášce č. 505/2006 Sb. je také uvedena výše úhrady za poskytování odlehčovacích služeb, dle času a prováděných úkonů.

## Historie odlehčovacích služeb
Odlehčovací služby byly poprvé oficiálně zavedeny v 60. letech 20. století v USA a ve vyspělých státech Evropy. Hlavním hnacím motorem pro vznik bylo hnutí deinstitucionalizace zdravotní a sociální péče. Toto hnutí se snažilo prosazovat občanská práva osob se zdravotním postižením a navrácení těchto osob do jejich domovů. U nás má odlehčovací péče oproti vyspělým státům Evropy a USA zpoždění přibližně 30 let, dříve byli v České republice nemocní segregováni od intaktní společnosti. Na počátku 90. let 20. století v ČR byly prvními iniciátory odlehčovacích služeb rodiny, jichž se nedostatky sociálních služeb osobně týkaly.

## Druhy a formy odlehčovacích služeb
V sektoru sociální péče a v nestátních zařízeních se rozvíjí odlehčovací služby ve formě parciálních (tedy částečných, časově omezených) hospitalizací. Principem této formy odlehčovacích služeb je, že příslušné zařízení převezme do péče starého, dlouhodobě nemocného člověka, o něhož se stará rodina, a to na dobu určitou. Důvodem parciální hospitalizace je adekvátní odpočinek pro starající se rodinu.
V zákoně č. 108/2006 Sb., o sociálních službách, jsou uvedeny tyto formy odlehčovacích služeb:
- Terénní – je poskytována v přirozeném prostředí osoby, která tuto pomoc potřebuje, asistent dochází za klientem domů, tato forma je vhodná především pro ty klienty, kteří mají problémy či ze zdravotních důvodů nemohou opustit domov.
- Ambulantní – klient za službami dochází nebo je doprovázen do zařízení sociálních služeb, součástí služeb však není ubytování, tato forma je vhodná pro klienty, kteří mohou opustit a domov, dále také pro rozšiřování sociálních kontaktů klienta.
- Pobytové – služby spojené s ubytováním v zařízeních sociálních služeb, péče je tedy dlouhodobě poskytována mimo domov osoby s postižením, pečovatel, rodič nebo nikdo z blízkých se nemůže dlouhodobě postarat o svěřenou osobu.

Odlehčovací služby se také dělí na čtyři základní modely, které jsou používané v USA a ve všech zemích Evropy:
- První model – Péče je poskytována doma a nabízí rodinám laickou i odbornou pomoc. Rodina si vybírá sama jak zařízení, tak asistenta, a osoba vyžadující pomoc tedy zůstává ve svém přirozeném prostředí.
- Druhý model – Péče je poskytována formou náhradní rodiny mimo domov klienta, přičemž se jedná o určitou obdobu pěstounské péče, kdy rodina, do které je dítě přiděleno, musí absolvovat zvláštní výcvikový program.
- Třetí model – Péče je poskytovaná v kolektivu, např. denní stacionáře, školky, sociální zařízení, kdy děti i dospělé osoby jsou pod odborným dohledem. Součástí služby může být i odvoz do zařízení a domů.
- Čtvrtý model – Tento typ odlehčovací služby se poskytuje v nemocnicích nebo ošetřovatelských zařízeních, tedy mimo domov klienta a je určen osobám s těžkým postižením nebo nevyléčitelně nemocným, kteří vyžadují lékařskou péči.[8]

Odlehčovací služby se podle odborné literatury rozdělují taktéž dle doby trvání, a to na:
- Krátkodobé – vystřídání rodinného pečujícího na několik hodin během dne přivolaným profesionálním pečovatelem.
- Střednědobé – celodenní péče v denním stacionáři, denním centru či domovince.
- Dlouhodobé – týdenní až měsíční pobyt v ošetřovatelském nebo jiném zařízení v době dovolené či léčení pečujícího.

## Pracovníci v odlehčovacích službách

### Koordinátor odlehčovací služby
Koordinátor odlehčovací služby působí v oblasti organizace a provozu odlehčovacích služeb, vyhledává a kontaktuje potenciální asistenty, provádí zaškolování asistentů, vede dokumentaci, provádí konzultace, poskytuje poradenství, je organizátorem supervizních setkání.
Koordinátor dále spolupracuje s rodinným pečovatelem a osobou, o niž je pečováno, což zahrnuje:
- depistáž rodin potřebujících odlehčovací služby,

- konzultace a seznámení s nabídkou odlehčovacích služeb,

- kontrola správného průběhu odlehčovací služby,
- konzultace a poradenství, a poradenství v oblasti péče o osobu se zdravotním postižením a

- pomoc rodinnému pečovateli.[11]

### Osobní asistent v odlehčovací péči
Osobní asistent především nahrazuje nepřítomnost rodinného pečovatele u člověka se zdravotním postižením, který z různých důvodů nemůže zůstat sám a bez dohledu. Plní funkci společníka člověku s postižením, čímž asistent umožňuje odpočinek rodinnému pečovateli.
Asistent usiluje o aktivizaci člověka s postižením formou komunikace, vyprávění, naslouchání, zájmové činnosti, doprovodu na nákup, k lékaři, na úřady či společenské akce. Do náplně práce asistenta odlehčovací péče patří také dopomoc při sebeobslužných činnostech a nácvik dovedností.

### Rodinný pečovatel
Jedná se o osobu, která se rozhodla pro péči a přizpůsobila jí i styl svého dosavadního života. V oblasti odlehčovacích služeb je právě rodinný pečovatel adresátem služby a jemu je tedy odlehčovací služba určena. Rodinnými pečovateli se zpravidla stávají rodiče, sourozenci, manželka, manžel, potomci osoby se zdravotním postižením či jiní blízcí příbuzní. Role rodinného pečovatele představuje změnu a přizpůsobit se této změně představuje velkou zátěž. Lehce může podlehnout emočnímu napětí a úzkosti, psychickému a fyzickému vyčerpání.